# Galearis wardii
Galearis wardii là một loài thực vật có hoa trong họ Lan. Loài này được (W.W.Sm.) P.F.Hunt mô tả khoa học đầu tiên năm 1971.